# Freeway (Rapper)

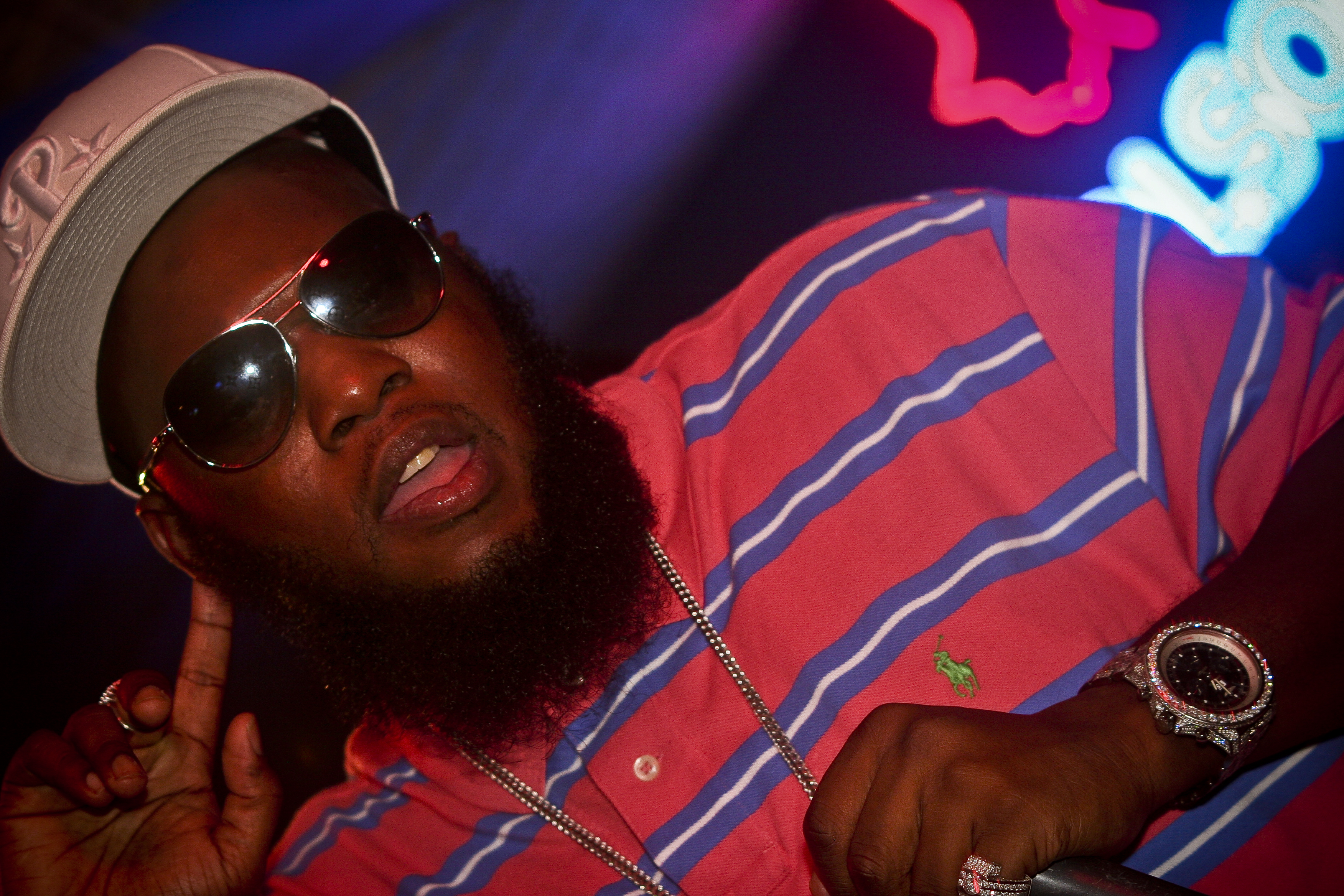
Freeway (2008)

Freeway (* 8. Juli 1979 in Philadelphia, Pennsylvania; bürgerlich Leslie Edward Pridgen) ist ein US-amerikanischer Rapper, der bei den Plattenlabels Roc-A-Fella Records, Def Jam und G-Unit Records unter Vertrag steht. Er ist Mitglied bei der Rap-Gruppe State Property.

## Karriere
Im Jahr 2003 erschien Freeways Debütalbum Philadelphia Freeway. Dieses wurde über Roc-A-Fella und Def Jam veröffentlicht. Als Singles wurden die Stücke What We Do, auf welchem Jay-Z und Beanie Sigel mit Gastbeiträgen vertreten sind, und Flipside ausgekoppelt. Die Produktion von Philadelphia Freeway wurde von Just Blaze, Kanye West, Bink!, Melvin Carter und Black Key übernommen.
Freeway ist auf dem Soundtrack von Eminems Film 8 Mile mit dem Lied 8 Miles and Runnin’ vertreten.

## Diskografie

### Studioalben
| Jahr | Titel                  | Höchstplatzierung, Gesamtwochen, AuszeichnungChartplatzierungen (Jahr, Titel, Platzierungen, Wochen, Auszeichnungen, Anmerkungen) | Höchstplatzierung, Gesamtwochen, AuszeichnungChartplatzierungen (Jahr, Titel, Platzierungen, Wochen, Auszeichnungen, Anmerkungen) | Anmerkungen                                         |
| Jahr | Titel                  | UK | US | Anmerkungen                                         |
| ---- | ---------------------- | --- | --- | --------------------------------------------------- |
| 2003 | Philadelphia Freeway   | — | US5 (14 Wo.)US | Erstveröffentlichung: 25. Februar 2003              |
| 2007 | Free at Last           | — | US42 (19 Wo.)US | Erstveröffentlichung: 20. November 2007             |
| 2009 | Philadelphia Freeway 2 | — | US99 (1 Wo.)US | Erstveröffentlichung: 19. Mai 2009                  |
| 2010 | The Stimulus Package   | — | US63 (2 Wo.)US | Erstveröffentlichung: 15. Februar 2010 mit Jake One |

Weitere Alben
- 2010: The Roc Boys (mit Beanie Sigel)
- 2012: Diamond in the Ruff
- 2014: Highway Robbery (mit The Jacka)
- 2016: Free Will

### Singles
| Jahr | Titel Album                         | Höchstplatzierung, Gesamtwochen, AuszeichnungChartplatzierungen (Jahr, Titel, Album, Platzierungen, Wochen, Auszeichnungen, Anmerkungen) | Höchstplatzierung, Gesamtwochen, AuszeichnungChartplatzierungen (Jahr, Titel, Album, Platzierungen, Wochen, Auszeichnungen, Anmerkungen) | Anmerkungen                                                      |
| Jahr | Titel Album                         | UK | US | Anmerkungen                                                      |
| ---- | ----------------------------------- | --- | --- | ---------------------------------------------------------------- |
| 2002 | Roc the Mic State Property (O.S.T.) | — | US55 (19 Wo.)US | Erstveröffentlichung: Januar 2002 mit Beanie Sigel               |
| 2002 | What We Do Philadelphia Freeway     | — | US97 Gold · (2 Wo.)US | Erstveröffentlichung: 4. September 2002 mit Beanie Sigel & Jay-Z |
| 2003 | Flipside Philadelphia Freeway       | — | US95 (3 Wo.)US | Erstveröffentlichung: Februar 2003 mit Peedi Peedi               |
| 2004 | The One –                           | UK56 (2 Wo.)UK | — | Erstveröffentlichung: Juni 2004 mit Cassius Henry                |